# Studentenwohnheime St. Petersburger Straße

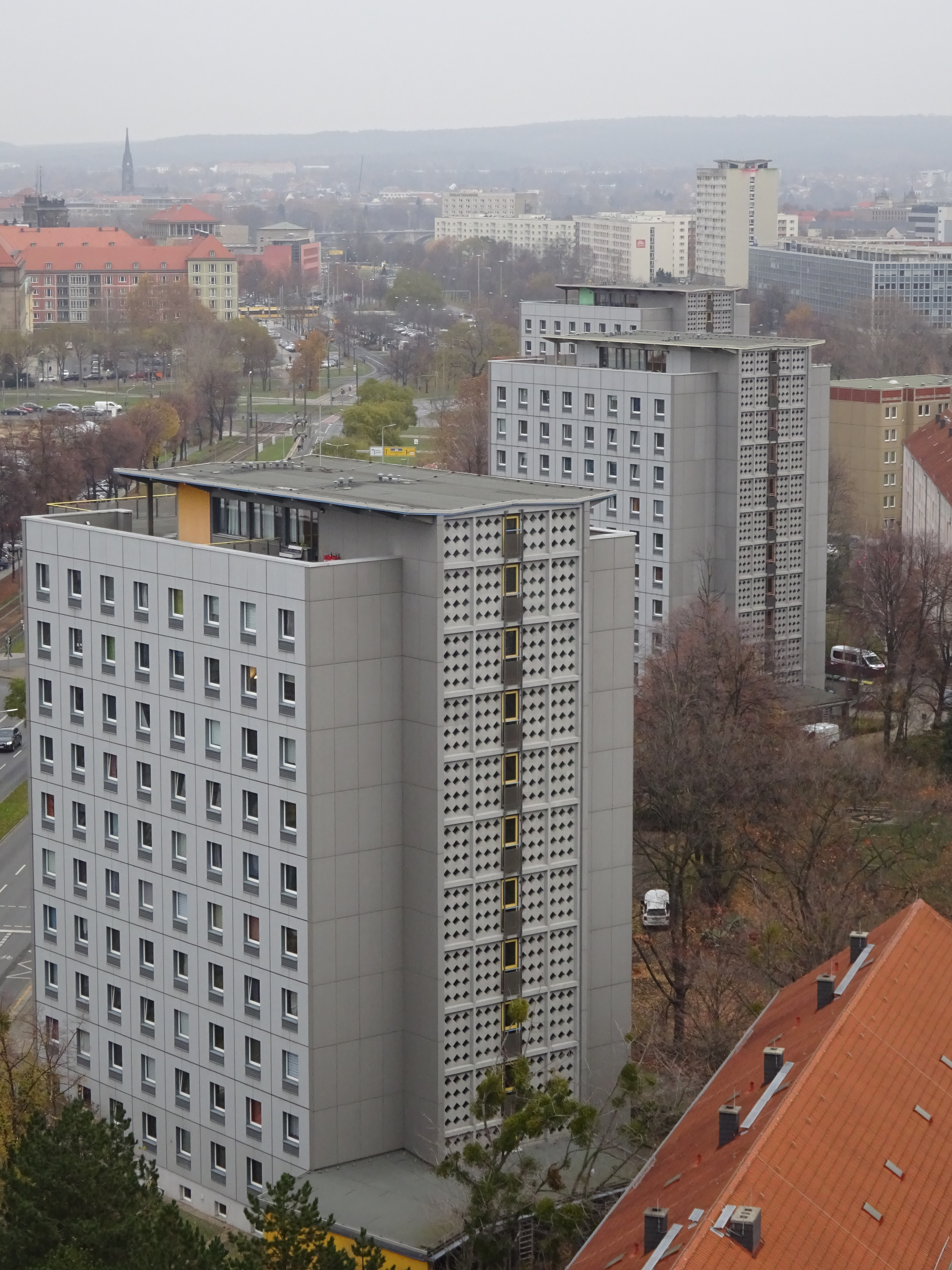
Studentenwohnheime St. Petersburger Straße 21 (hinten, größtenteils verdeckt), 25 und 29 (vorn)

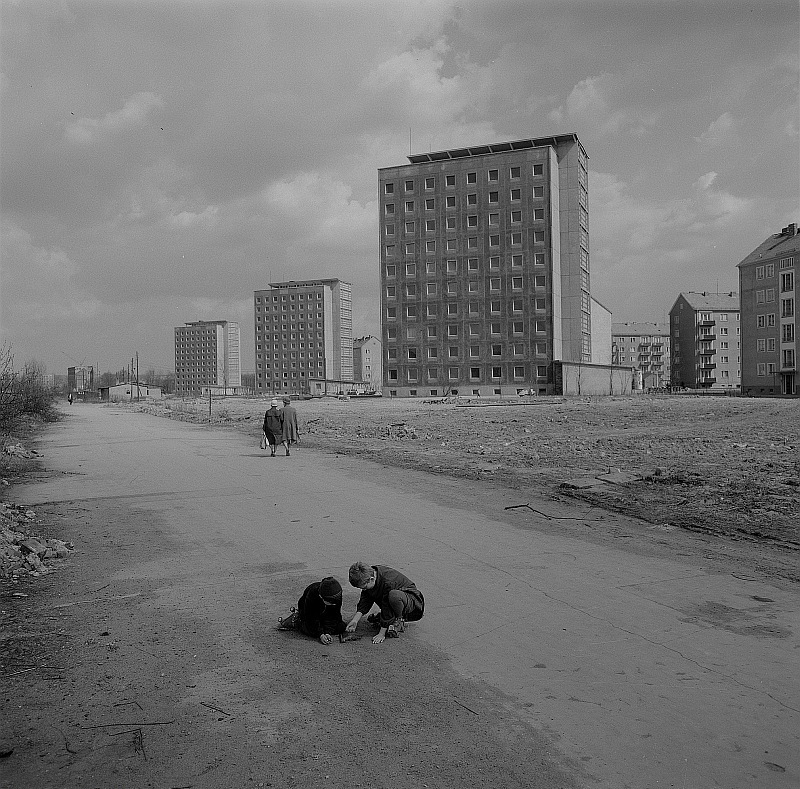
Die Gebäude kurz nach Errichtung, die spätere Leningrader Straße fehlt noch.

Der Komplex Studentenwohnheime St. Petersburger Straße (Christianstraße, später Leningrader Str.) in Dresden besteht aus den drei Hochhäusern St. Petersburger Straße Nr. 21, 25 und 29 in der Seevorstadt. Von 1960 bis 1963 als erste Großplattenbauten der Stadt in reiner Betonbauweise errichtet, stehen sie heute unter Denkmalschutz. Ihre Sanierung und Modernisierung erfolgte 2001.

## Beschreibung
Die Architekten Heinrich Rettig, Manfred Gruber und Rolf Ermisch entwarfen den Wohnheimkomplex als dreibündige Anlage mit zehn Stockwerken. Auf den Dachterrassen befanden sich von einem Flachdach abgeschlossene Klubräume. Die Gebäude bestehen aus industriell vorgefertigten Betonplatten, die vor Ort montiert wurden. Während das Haus Nr. 29 direkt mit der Eckkante an den Fußweg anstößt, sind die beiden anderen von der Straße sichtbar zurückgesetzt. Mit der Sanierung der Häuser im Jahr 2001 wurden die Räume des Studentenclubs Aquarium der St. Petersburger Straße 21 vom Dach des Hauses in den Keller verlegt, da aus Gründen des Denkmalschutzes eine Außentreppe als zweiter Fluchtweg nicht angebracht werden konnte. Heute befinden sich in den ehemaligen Klubräumen Dachwohnungen.

## Städtebaulicher Hintergrund

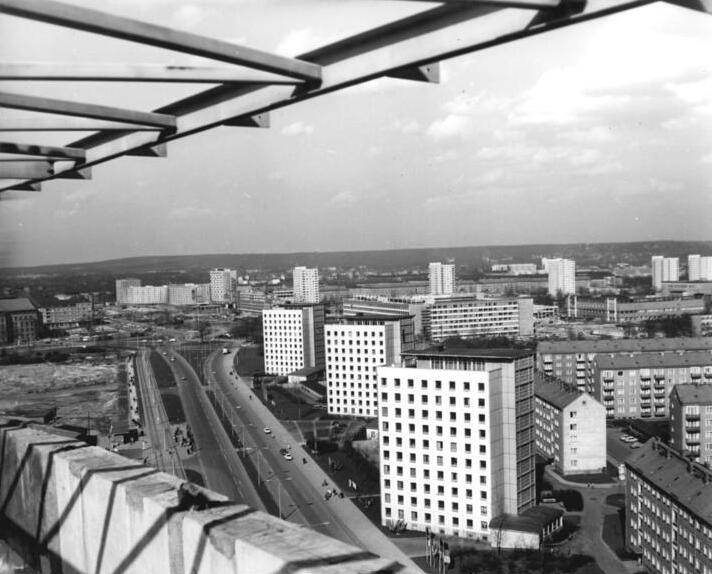
Studentenwohnheime Leningrader Straße 1970 von der Prager Zeile aus gesehen

Der Wiederaufbau der Dresdner Innenstadt erfolgte während der späten 1950er-Jahre mit uniformen, sechsstöckigen Wohnblöcken in Ziegelbauweise mit traditionellen Spitzdächern, wie sie auch in unmittelbarer Nähe der Wohnheime zu finden sind. Mit Einführung industriell vorgefertigter Betonplatten, die nur noch vor Ort zusammengefügt werden mussten, konnten Gebäude schneller, billiger und rationeller errichtet werden. Nachdem bereits von 1957 bis 1958 auf der Borsbergstraße erste industrielle Bauweisen mit Ziegelschuttplatten erprobt wurden, löste sich der Wohnungsbau von den traditionellen, schräg geneigten Dächern, die damals als historisch überkommen galten.
Zudem konnten die Stadtplaner verschwenderisch und großzügig mit dem innerstädtischen Raum umgehen. Die weitgezogene Anordnung der drei Studentenwohnheime entlang der Schnellstraße sollte „aus der beschleunigten Autoperspektive als rhythmische Reihung“ und zugleich als Symbole für „Beschleunigung, Fortschritt und Dynamik“ gesehen werden. Zeitgenössischen Fotografien aus der Entstehungszeit, die die Hochhäuser in Verbindung mit der Schnellstraße zeigen, bringen dies zum Ausdruck.

## Gestaltung der Außenanlage

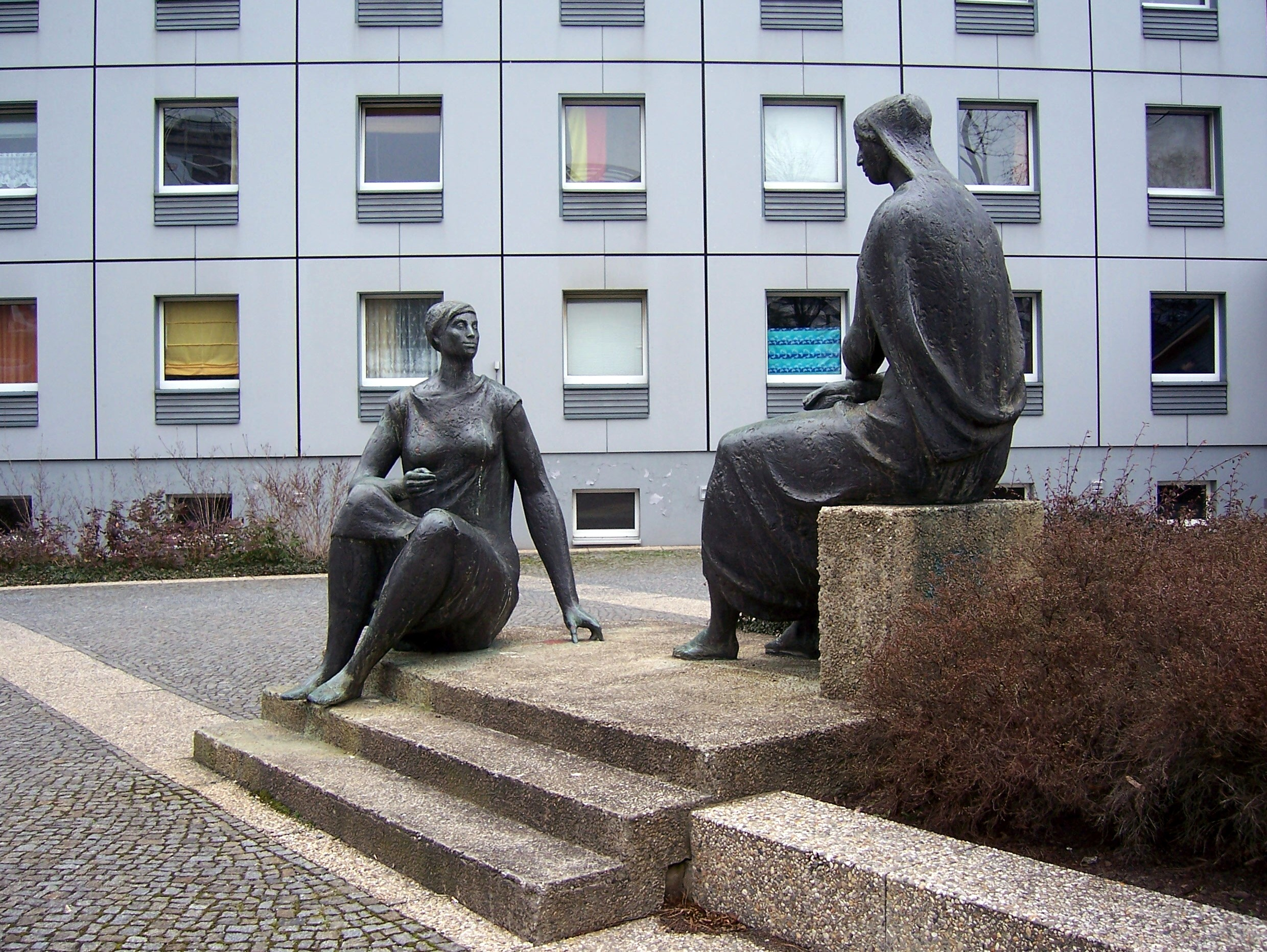
Wieland Förster: Zwei Frauen (1963)

Zwischen den Freiräumen der Häuser wurden „differenzierende Grünflächen“ angelegt. Die überlebensgroße Bronzeplastik Zwei Frauen von Wieland Förster aus dem Jahr 1963 schmückt die Ostseite des Hochhauses Nr. 25. Hervorgehoben wurde auch die „Giebelgestaltung [der Hochhäuser] mit Lichtarchitektur“.

## Sanierung
Im Jahr 2001 sanierte die Architektengemeinschaft Ulf Zimmermann das Gebäude. Die Sanierung wurde mit dem „Bauherrenpreis 2001“ der Aktion „hohe Qualität – tragbare Kosten“ und dem „Erlwein-Preis der Stadt Dresden“ ausgezeichnet.

## Kurioses
Der Studentenclub im Haus St. Petersburger Straße 21 mit dem Namen „Aquarium“ wurde während des Hochwassers im Sommer 2002 bis zur Decke mit Wasser der Weißeritz geflutet.